# Strażnica WOP Kietrz

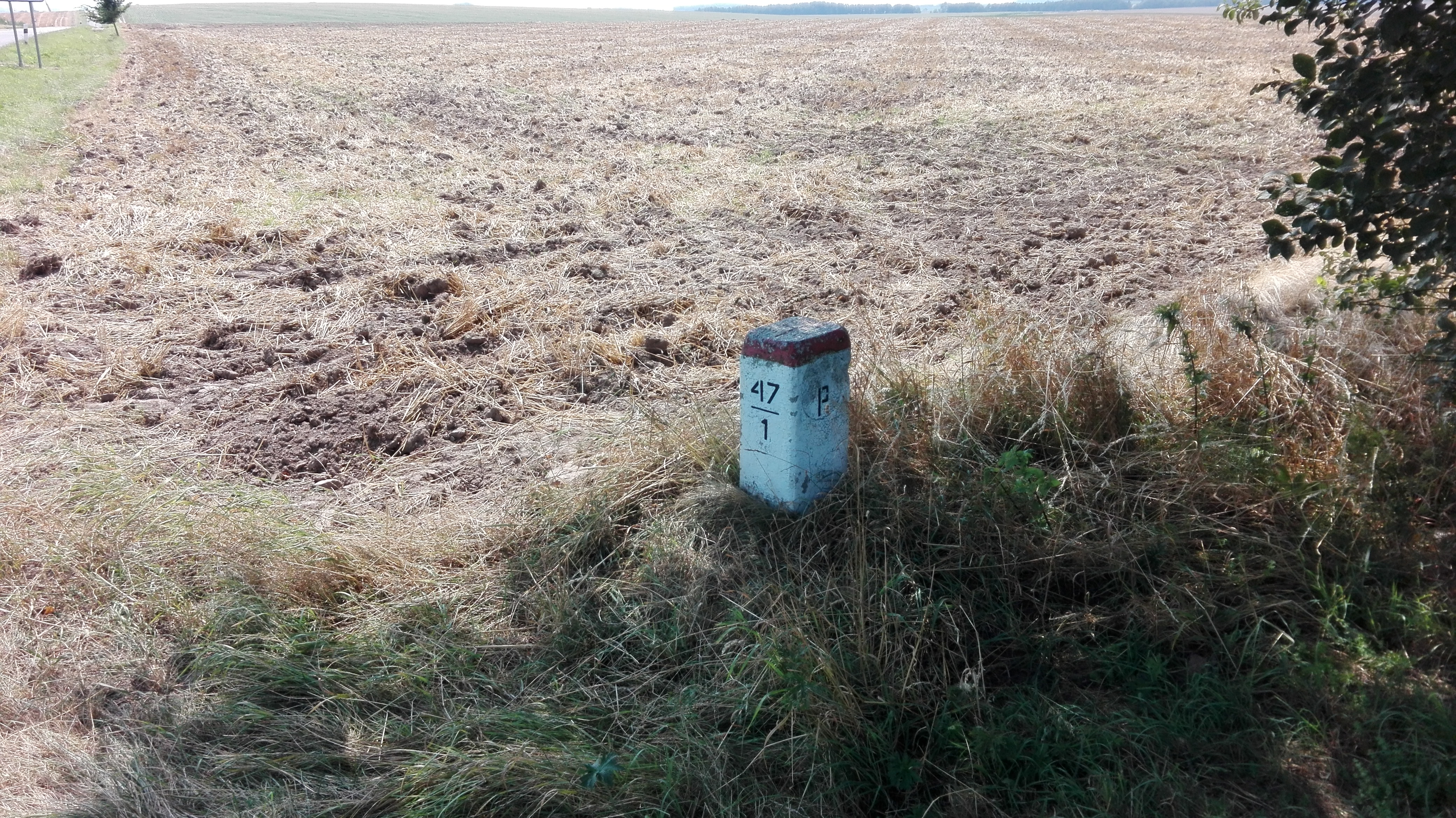
Granica polsko-czeska, znak gran. nr 47/1 w rej. Kietrza (sierpień 2017)

Strażnica Wojsk Ochrony Pogranicza Katscher/Kietrz – zlikwidowany pododdział Wojsk Ochrony Pogranicza pełniący służbę graniczną na granicy polsko-czechosłowackiej.

Strażnica Straży Granicznej w Kietrzu – zlikwidowana graniczna jednostka organizacyjna Straży Granicznej realizująca zadania bezpośrednio w ochronie granicy państwowej z Czechosłowacją/Republiką Czeską.
Placówka Straży Granicznej w Kietrzu – zlikwidowana graniczna jednostka organizacyjna Straży Granicznej realizująca zadania w ochronie granicy państwowej z Republiką Czeską.

## Formowanie i zmiany organizacyjne
Strażnica została sformowana w 1945 w strukturze 46 komendy odcinka Racibórz jako 213 strażnica WOP (Katscher) o stanie 56 żołnierzy. Kierownictwo strażnicy stanowili: komendant strażnicy, zastępca komendanta do spraw polityczno-wychowawczych i zastępca do spraw zwiadu. Strażnica składała się z dwóch drużyn strzeleckich, drużyny fizylierów, drużyny łączności i gospodarczej. Etat przewidywał także instruktora do tresury psów służbowych oraz instruktora sanitarnego.
W związku z reorganizacją oddziałów WOP w 24 kwietnia 1948, strażnica została włączona w struktury 67 batalionu Ochrony Pogranicza, a 26 kwietnia 1948 wprowadzono nowe etaty strażnic. Stan załogi strażnicy w Kietrzu zmniejszył się do 33 żołnierzy .
1 stycznia 1951 strażnica WOP Kietrz została włączona w struktury 43 batalionu WOP w Raciborzu.
Od 15 marca 1954 wprowadzono nową numerację strażnic, a strażnica WOP Kietrz otrzymała nr 221 w skali kraju.
W 1956 rozpoczęto numerowanie strażnic na poziomie brygady. Strażnica II kategorii Kietrz była 11 w 4 Brygadzie Wojsk Ochrony Pogranicza.
1 stycznia 1960 była jako 15 strażnica WOP IV kategorii Kietrz.
W 1961 włączona została w skład 44 batalionu WOP Głubczyce.
1 stycznia 1964 była jako 16 strażnica WOP lądowa IV kategorii Kietrz.

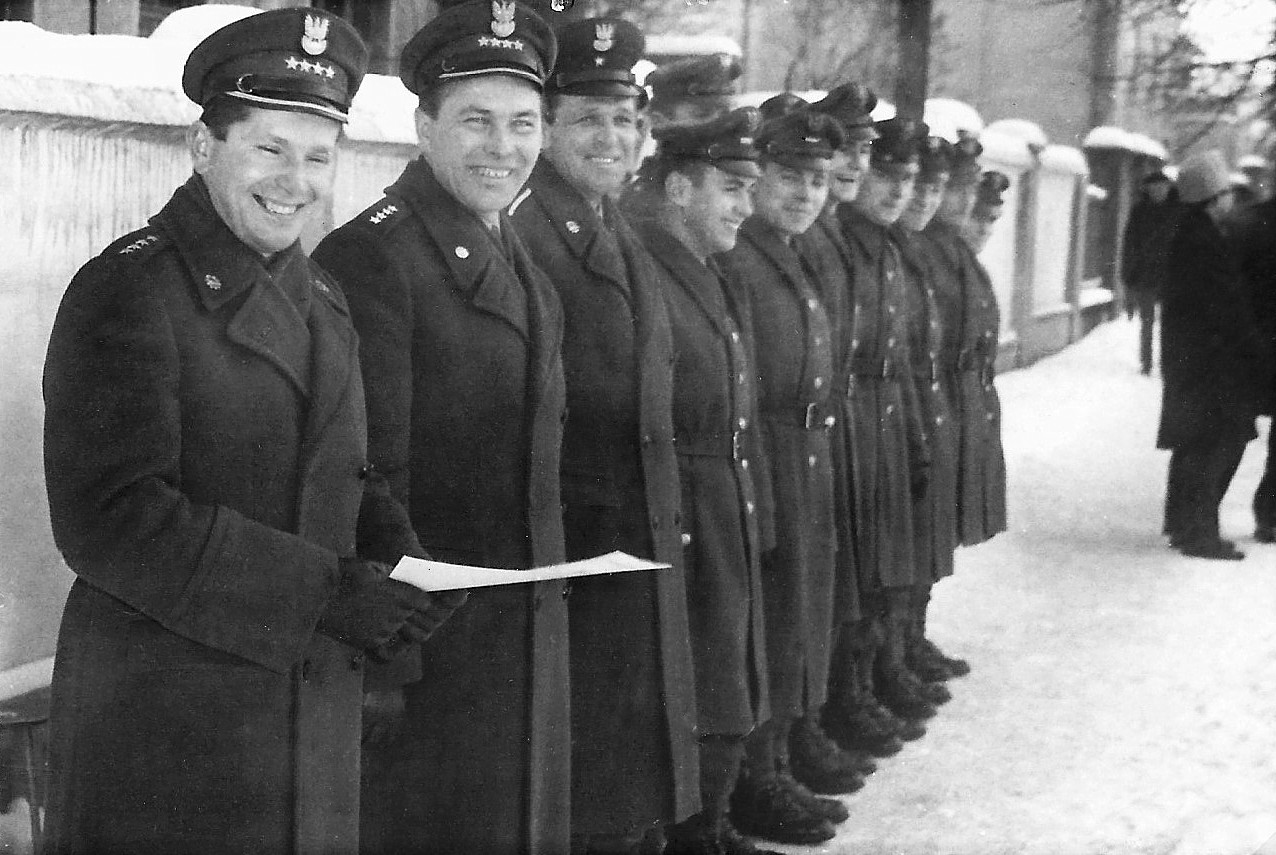
Załoga strażnicy. Od lewej: 1. kpt. Feliks Urbański d-ca strażnicy, 2. kpt. Stanisław Wojtas z-ca d-cy strażnicy (1. poł. lat 70. XX w.)

W 1976, w związku z przejściem na dwuszczeblowy system dowodzenia, strażnicę podporządkowano bezpośrednio pod sztab Górnośląskiej Brygady WOP w Gliwicach.
13 grudnia 1981 po wprowadzeniu stanu wojennego na terytorium kraju, dowódca GB WOP wewnętrznym rozkazem w miejscu stacjonowania poszczególnych batalionów, utworzył tzw. „wysunięte stanowiska dowodzenia” (zalążek przyszłych batalionów granicznych), którym podporządkował strażnice znajdujące się na odcinkach dawnych batalionów granicznych. Brygada wykonywała zadania ochrony granicy i bezpieczeństwa państwa wynikające z dekretu o wprowadzeniu stanu wojennego.
W drugiej połowie 1984 strażnicę WOP Kietrz włączono w struktury utworzonego batalionu granicznego WOP im. Bohaterów Powstań Śląskich w Raciborzu, jako Strażnica WOP lądowa rozwinięta kat. II w Kietrzu.
16 kwietnia 1990 rozformowano batalion graniczny WOP im. Bohaterów Powstań Śląskich w Raciborzu i strażnicę podporządkowano bezpośrednio pod sztab Górnośląskiej Brygady WOP w Gliwicach już jako Strażnica WOP lądowa kadrowa kat. II w Kietrzu (na czas „P” kadrowa). Żołnierze służby zasadniczej WOP z ostatnich poborów nadal pełnili służbę w strażnicy. Tak funkcjonowała do 15 maja 1991.
Straż Graniczna:
16 maja 1991 po rozwiązaniu Wojsk ochrony Pogranicza, strażnica w Kietrzu została przejęta przez Śląski Oddział Straży Granicznej w Raciborzu (ŚlOSG) i przyjęła nazwę Strażnica Straży Granicznej w Kietrzu.
Jako Strażnica SG w Kietrzu funkcjonowała do 23 sierpnia 2005 i 24 sierpnia 2005 Ustawą z 22 kwietnia 2005 O zmianie ustawy o Straży Granicznej... została przekształcona na placówkę Straży Granicznej w Kietrzu. Znacznie rozszerzono także uprawnienia komendantów, m.in. w zakresie działań podejmowanych wobec cudzoziemców przebywających na terytorium RP.
W wyniku rozpoczętej od 2000 reorganizacji struktur Straży Granicznej związanej z przygotowaniem Polski do wstąpienia, do Unii Europejskiej i przystąpieniem do Traktatu z Schengen, 24 sierpnia 2005 Placówka SG w Kietrzu przejęła odcinek granicy wraz z obsadą etatową po rozwiązanej strażnicy SG w Pilszczu.
Jako Placówka SG w Kietrzu funkcjonowała do 15 stycznia 2008, kiedy to została zlikwidowana. Ochraniany przez placówkę odcinek granicy, przejęła Placówka Straży Granicznej w Opolu (Placówka SG w Opolu) z tymczasową siedzibą w Krasnym Polu, a budynki przejęła Policja i gmina Kietrz, gdzie obecnie mieści się Rewir Dzielnicowych Komisariatu Policji w Kietrzu i mieszkania prywatne.

## Ochrona granicy
Strażnica WOP w Kietrzu 1 listopada 1945 otrzymała do ochrony i zabezpieczenia odcinek granicy państwowej o długości 12500 m:
- Włącznie znak graniczny nr IV/39/5, wyłącznie znak gran. nr IV/51.
- Na odcinku znajdowały się dwie miejscowości przyległe do linii granicznej tj. Kietrz i Raczany.
- W skład strefy nadgranicznej wchodziły: Pietrowice Wielkie i Kozłówka[4] .

1 stycznia 1964 na ochranianym odcinku przez strażnicę funkcjonowały przejścia graniczne małego ruchu granicznego (mrg) w których kontrolę graniczną i celną osób, towarów oraz środków transportu wykonywała załoga strażnicy:
- Kietrz-Třebom
- Gródczanki-Třebom.

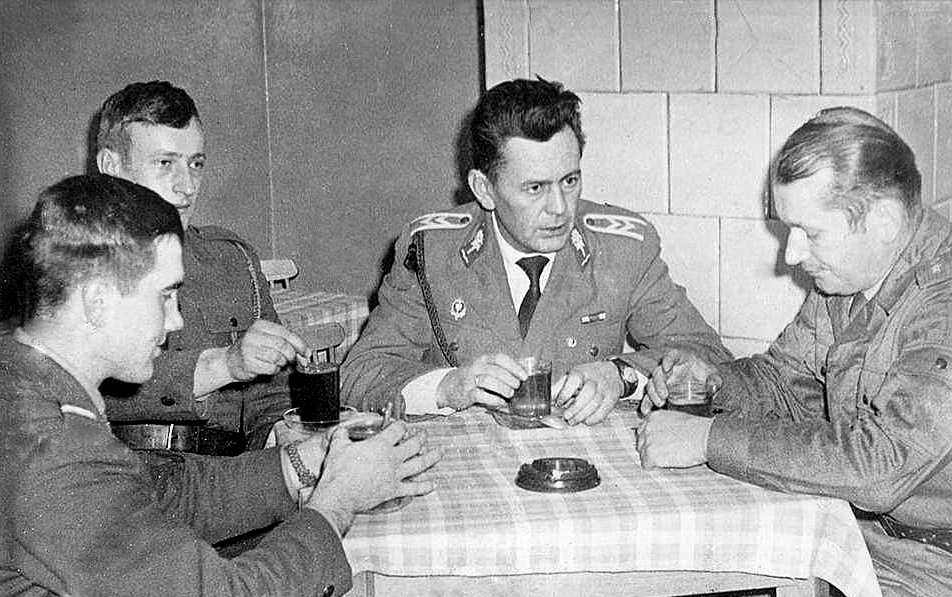
Spotkanie kpt. Feliksa Urbańskiego d-cy strażnicy ze st. sierż. Michałem Sroką komendantem posterunku MO w Pietrowicach Wielkich (omawianie współpracy) (1. poł. lat 80. XX w.)

Do 1986, Strażnica WOP Lądowa rozwinięta kat. II w Kietrzu, ochraniała odcinek granicy państwowej:
- Włącznie znak gran. nr IV/43, wyłącznie znak gran. nr 51/11.

W 1986 odcinek strażnicy został wydłużony po przejęciu odcinka po rozformowanej strażnicy WOP Ściborzyce, tj. od znaku gran. nr 51/11, wyłącznie do znaku gran. nr IV/61.
W latach 1986–15 maja 1991, Strażnica WOP Lądowa rozwinięta kat. II w Kietrzu, potem Strażnica WOP Lądowa kadrowa kat. II w Kietrzu, ochraniała odcinek granicy państwowej:
- Włącznie znak grani. nr IV/43, wyłącznie znak gran. nr IV/61.
- W okresie zimowym pas śnieżny sprawdzany był minimum: na głównym kierunku dwukrotnie, na pozostałym raz w ciągu doby.
- Współdziałała w zabezpieczeniu granicy państwowej z:
  - Strażnice WOP w: Krzanowicach i Pilszczu
  - Sekcją Zwiadu WOP w Raciborzu
  - Posterunek MO w Pietrowicach Wielkich
- W ochronie granicy dowódcy strażnicy ściśle współpracowali ze swoimi odpowiednikami tj. naczelnikami placówek OSH (Ochrana Statnich Hranic) CSRS[4] :
  - Sudice
  - Oldřišov.

Straż Graniczna:
W okresie 16 maja 1991–23 sierpnia 2005 Strażnica SG w Kietrzu ochraniała odcinek granicy państwowej:
- Włącznie znak gran. nr II/43, wyłącznie znak gran. nr II/61.
- Komendant strażnicy współdziałał w zabezpieczeniu granicy państwowej z placówkami po stronie czeskiej cizinecké policie RCPP.

19 lutego 1996 na odcinku strażnicy zostały uruchomione przejścia graniczne (mrg) w których kontrolę graniczną i celną osób, towarów oraz środków transportu wykonywała załoga strażnicy:
- Kietrz-Třebom
- Gródczanki-Třebom
- Ściborzyce Wielkie-Hněvošice
- Ściborzyce Wielkie-Rohov.

13 kwietnia 2005 na odcinku strażnicy zostało uruchomione turystyczne przejście graniczne w którym kontrolę graniczną i celną osób, towarów oraz środków transportu wykonywała załoga strażnicy:
- Gródczanki-Třebom.

24 sierpnia 2005 odcinek placówki SG został wydłużony o odcinek po zlikwidowanej strażnicy SG w Pilszczu, tj. od znaku gran. nr II/61, wyłącznie do znaku gran. nr II/87.

## Wydarzenia
- 1945 – 21 grudnia patrol strażnicy zatrzymał mieszkańca miejscowości Pietrowice narodowości niemieckiej[i], który niszczył służbową linię telefoniczną Kietrz–Racibórz. Zatrzymany należał do niemieckiej organizacji odwetowej TTO (Thun Thodt Organisation)[4] .
- 1945 – 1 listopada–31 grudnia, zatrzymano za nielegalne przekroczenie granicy z Czechosłowacji do Polski – 12 osób w tym 8 narodowości niemieckiej i 4 osoby narodowości czeskiej[4] .
- 1949 – na odcinku strażnicy bezpośrednio wzdłuż granicy, wykonano zaorany i bronowany pas kontrolny[j][4] .
- Żołnierze strażnicy oprócz pełnienia służby granicznej czynnie włączali się w odgruzowanie miasta, pomagali w akcjach żniwnych i omłotowych, brali udział w wykopkach ziemniaków i buraków. Rękoma wopistów zbudowano i oddano do użytku dzieciom ogródek jordanowski w Kietrzu[4] .
- 1956 – koniec czerwca, początek lipca w okresie tzw. „Wypadków poznańskich”, przy linii granicznej i w strefie działania, odnajdywano pakunki zawierające ulotki z tzw. „bibułą”, przytwierdzone do balonów leżących na ziemi[16]. W związku z masowością zjawiska, żołnierze otrzymali zezwolenie na użycie broni, celem zestrzelenia nisko przelatujących balonów (nawet jeśli znajdowały się na terytorium czechosłowackim, ale w zasięgu ognia – to samo czynili pogranicznicy czechosłowaccy)[17].
- 1960 – ze strażnicy wycofano konie wierzchowe oraz taborowe, wprowadzając do służby motocykle i samochody osobowo-terenowe marki GAZ-69[4] .
- 1976 – wycofano z granicy rowery, zastępując je motocyklami małolitrażowymi; WSK-175 dla kadry i WSK-125 dla żołnierzy służby zasadniczej (5–13 motocykli w zależności od obsady i na jakiej granicy). Wyposażone w łączność radiową motocykle stały się podstawowym środkiem transportu w służbie patrolowej i rozpoznawczej[18].
- 13 grudnia 1981–22 lipca 1983 – (stan wojenny w Polsce), normę służby granicznej dla żołnierzy podwyższono z 8 do 12 godzin na dobę[19]. Patrole wysyłane w teren zostały wzmocnione. Wyeliminowano służby składające się z jednego żołnierza. Ścisłą kontrolą objęto całą strefę nadgraniczną, a ruch w strefie nadgranicznej został znacznie ograniczony. W stan gotowości były postawione wszystkie pododdziały odwodowe[19]. Mimo utrudnionych warunków nie zaprzestano współpracy z ludnością pogranicza[20].
- 1982 – 9 grudnia przybył por. Leszek Dudek ze stanowiska d-cy kompanii odwodowej w batalionie WOP Szklarska Poręba, na stanowisko z-cy d-cy strażnicy i na tym stanowisku był do 20 października 1985.
- Kadra instruktorska ZHP w strażnicy, wspólnie z Komendą Hufca ZHP w Głubczycach zorganizowali i prowadzili w Kietrzu dwie drużyny Harcerskiej Służby Granicznej – brali też udział w manewrach i obozach harcerskich[4] .

Straż Graniczna:
- 1993 – strażnica otrzymała na wyposażenie samochód osobowo-terenowy Land Rover Defender I 110 w zamian za UAZ 469 i motocykle Honda xl 125s w zamian za WSK 125.

## Sąsiednie graniczne jednostki organizacyjne
- 212 strażnica WOP Kranowitz ⇔ 214 strażnica WOP Rozumowice – 1946
- 212 strażnica OP Krzanowice ⇔ 214 strażnica OP Ściborzyce Wielkie – 1949
- 220 strażnica WOP Krzanowice ⇔ 222 strażnica WOP Ściborzyce – 15.03.1954
- 10 strażnica WOP Krzanowice kat. I ⇔ 12 strażnica WOP Ściborzyce kat. II – 1956
- 16 strażnica WOP Krzanowice kat. III ⇔ 14 strażnica WOP Ściborzyce Wielkie kat. IV – 1.01.1960
- 17 strażnica WOP Krzanowice lądowa kat. III ⇔ 15 strażnica WOP Ściborzyce Wielkie lądowa kat. IV – 1.01.1964
- Strażnica WOP Lądowa rozwinięta kat. I w Krzanowicach ⇔ Strażnica WOP Lądowa rozwinięta w Ściborzycach Wielkich – 1984–1986
- Strażnica WOP Lądowa rozwinięta kat. I w Krzanowicach ⇔ Strażnica WOP Lądowa rozwinięta kat. I w Pilszczu – 1986–16.04.1990
- Strażnica WOP Lądowa kadrowa kat. I w Krzanowicach ⇔ Strażnica WOP Lądowa kadrowa kat. I w Pilszczu – 17.04.1990–15.05.1991

Straż Graniczna:
- Strażnica SG w Krzanowicach ⇔ Strażnica SG w Pilszczu – 16.05.1991–1.01.2003
- GPK SG w Pietraszynie ⇔ Strażnica SG w Pilszczu – 2.01.2003–23.08.2005
- Placówka SG w Pietraszynie ⇔ Placówka SG w Pietrowicach – 24.08.2005–15.01.2008.

## Komendanci/dowódcy strażnicy/placówki
Komendantów/dowódców strażnicy WOP Kietrz podano za: Leszek Dudek: Praca magisterska Dzieje ziemi kietrzańskiej w latach 1945–1989 Organizacja ochrony granicy południowej bezpośrednio po wojnie. Cz. 19. Brak numerów stron w książce
- ppor. Mirosław Chwalczyk (1.11.1945–3.09.1946)
- ppor. Władysław Kopij (3.09.1946–1.01.1947)
- ppor. Mieczysław Zuk (1.01.1947–25.10.1953?)
- Henryk Nawrocki (30.09.1951–15.11.1951)[k][21]
- Feliks Kanciak (16.11.1951–16.03.1952)[l][22]
- ppor. Marian Korusiewicz (25.10.1953–23.10.1956)
- kpt./mjr Feliks Urbański[23] (23.10.1956–21.10.1985)
- por./kpt. Leszek Dudek[24] (21.10.1985–30.04.1991)[m]

Komendanci strażnicy SG:
- kpt. SG Karol Orawski (1.05.1991–30.09.1992)[n]
- ppor. SG/mjr SG Andrzej Reja (1.10.1992–był 2.01.2003)
- mjr SG Mariusz Wiśniewski (do 23.08.2005)

Komendant placówki SG:
- mjr SG Mariusz Wiśniewski (24.08.2005–15.01.2008) – do rozformowania[o].